# Alexandra Opatschanowa
Alexandra Opatschanowa (* 7. März 1989) ist eine kasachische Ruderin.

## Karriere
Alexandra Opatschanowa startete bereits im Alter von 17 Jahren bei den Asienspielen 2006. Internationale Ruderwettbewerbe werden üblicherweise auf Regattastrecken mit mindestens sechs Bahnen ausgetragen. In Doha wurde die Regatta allerdings nur auf vier Bahnen ausgefahren. Bei ihrer ersten internationalen Regatta gewann Opatschanowa das C-Finale im Leichtgewichts-Einer und belegte damit den neunten Platz. 2007 startete sie bei den Junioren-Weltmeisterschaften im Doppelvierer mit Tatiana Podruchnaya, Mariya Filimonova und Nadseja Akimova. Gemeinsam belegten sie den sechsten Platz im B-Finale, was Platz 12 bedeutete.
Im April 2008 qualifizierte sie sich mit Natalja Woronowa im Leichtgewichts-Doppelzweier bei der asiatischen Qualifikationsregatta in Shanghai für die Olympischen Sommerspiele 2008. Bei den Olympischen Sommerspielen in Peking belegten die beiden den sechsten Platz im Vorlauf und mussten in den Hoffnungslauf. Mit dem fünften Platz im Hoffnungslauf verpassten sie es sich für das Halbfinale zu qualifizieren und starteten damit im C-Finale. Mit dem vierten Platz im C-Finale belegten sie in der Endabrechnung den 17. Platz. 2010 wechselte sie wieder in den Leichtgewichts-Einer und nahm an den U23-Weltmeisterschaften in Brest teil. Sie gewann das B-Finale und belegte damit den siebten Platz. Später in der Saison belegte sie in dieser Bootsklasse den vierten Platz bei den Asienspielen. Bei der U23-Weltmeisterschaft 2011 ging sie wieder im Leichtgewichts-Einer an den Start und konnte den 14. Platz belegen.
Nachdem sie ein paar Jahre nicht an internationalen Wettkämpfen teilgenommen hatte, startete sie bei den Asienmeisterschaften 2017 in Pattaya in der offenen Gewichtsklasse gleich doppelt im Einer und Doppelvierer. Opatschanowa gewann die Silbermedaille im Einer hinter der Chinesin Liu Ruiqi. Im Doppelvierer mit Alina Mochula, Swetlana Germanowitsch und Mariya Poida gewann sie ebenfalls die Silbermedaille hinter der Crew aus dem Iran. Bei den Asienspielen 2018 konnte sie die Bronzemedaille im Einer hinter den Booten aus China und Chinesisch Taipeh gewinnen. Zusätzlich belegte sie den vierten Platz im Vierer ohne Steuerfrau mit Mariya Poida, Swetlana Germanowitsch und Viktoriya Chepikova.

## Internationale Erfolge
- 2006: 9. Platz Asienspiele im Leichtgewichts-Einer
- 2007: 12. Platz Junioren-Weltmeisterschaften im Doppelvierer
- 2008: 17. Platz Olympische Sommerspiele im Leichtgewichts-Doppelzweier
- 2010: 7. Platz U23-Weltmeisterschaften im Leichtgewichts-Einer
- 2010: 4. Platz Asienspiele im Leichtgewichts-Einer
- 2011: 14. Platz U23-Weltmeisterschaften im Leichtgewichts-Einer
- 2017: Silbermedaille Asienmeisterschaften im Einer
- 2017: Silbermedaille Asienmeisterschaften im Doppelvierer
- 2018: Bronzemedaille Asienspiele im Einer
- 2018: 4. Platz Asienspiele Vierer ohne Steuerfrau